# Zifu
Le Zifu (chinois simplifié : 资福镇 ; chinois traditionnel : 資福鎮 ; pinyin : Zīfú Zhèn) est un bourg de la ville de Ningxiang dans la province du Hunan en Chine. Il est entouré par la bourg de Shuangfupu et la bourg de Huitang à l'ouest, la bourg de Batang au nord-est, la bourg de Dachengqiao au nord et la bourg de Jinshi au sud. Au recensement de 2000, il avait une population de 87,4 kilomètres carrés. Au recensement de 2000, il avait une population de 38,000 habitants et une superficie de 87,4 km2.

## Administration territoriale
Il comprend 12 villages: Yaoli (窑里村), Hequan (和泉村), Shanhuchong (珊瑚冲村), Wanfu (万福村), Dahong (大红村), Jiangquan (江泉村), Qixing (七星村), Shuangliu (双流村), Longma (龙马村), Qingquanhe (清泉河村), Heqing (合星村) et Huabao (华宝村).

## Géographie
La rivière Wu, un affluent de la rivière Wei, traverse la bourg.